# تلفن تصویری (ترانه)
«تلفن تصویری» (به انگلیسی: Video Phone) تک‌آهنگی از هنرمند اهل ایالات متحده آمریکا بیانسه است که در ۱۷ نوامبر ۲۰۰۹ منتشر شد. این تک‌آهنگ در آلبوم من...ساشا فیرس هستم قرار داشت.